# Hectomare
Hectomare – miejscowość i gmina we Francji, w regionie Normandia, w departamencie Eure.
Według danych na rok 1990 gminę zamieszkiwało 166 osób, a gęstość zaludnienia wynosiła 81 osób/km² (wśród 1421 gmin Górnej Normandii Hectomare plasuje się na 734. miejscu pod względem liczby ludności, natomiast pod względem powierzchni na miejscu 884).